# アンジェリーナ1/3
アンジェリーナ1/3（アンジェリーナ サンブンノイチ、2001年12月25日 - ）は、日本のラジオパーソナリティ、元子役。ガールズバンド、Gacharic Spinのマイクパフォーマー。愛称はアンジー。

## 来歴
小学3年生の頃から子役として様々なテレビドラマに端役として出演していたが、中学1年生の頃に父親の死にショックを受けたことで役者としての活動を休止。休止後に父の遺品を整理している時に大量のCDが出てきて、それらに触れた事をキッカケに音楽に興味を持つ。
学園祭で初めて弾き語りでステージに立った際、Gacharic Spinの新メンバーを探していたベースのF チョッパー KOGAがその演奏を観ており、後日校長先生経由で、「オーディションを受けてみないか」という話を伝えられ、既にバンドのライブを観ていたアンジーは二つ返事で快諾、オーディションの結果無事合格した。
2019年2月にGacharic Spinのマイクパフォーマーとして正式加入、初ライブは同年3月2日に東京・LIQUIDROOMで行われた「Gacharic Spin Presents ～五番勝負～Vol.4」。
2025年秋に、ソロデビューが決まったことを、『Angie Radio!!〜夢は口に出せば叶う!〜』（TBSラジオ）で発表した。ソロ名義は『ailly（アイリー）』として活動する。（本名の愛理(あいり)から来てることを本人が自ら公表。）

## 人物
- ステージネームに付いている「1/3」は、自身が日本人の父親とスペインとフィリピンのハーフである母親のワンサード(1/3)である事に由来する[5]。中学一年生の時に父親を亡くしている。十八番の歌は、aikoの"KissHug"[6]。「現代用語の基礎知識2025」の今年話題のキーパーソンに選ばれた[7]。
- 特技はドラえもん（水田わさび版）の物真似。
- 趣味は落語と講談を聞くこと。講談に関しては初のラジオパーソナリティを務めた「アンジェリーナ1/3のアンジェネレーションラジオ（ラジオ日本）」を始めて間もない頃にリスナーから神田伯山の講談を聴くことを勧められ[8]、伯山のYouTubeチャンネルである「神田伯山ティービィー 」にアップロードされている『中村仲蔵』を視聴したところ感動し、講談にはまるようになった。講談や伯山の魅力を番組内で語ったところこれが伯山本人の耳に入り、伯山がパーソナリティを務めるラジオ番組「問わず語りの神田伯山」でこのエピソードを紹介したことがきっかけで、お互いの交流がはじまった[9]。現在では互いを「兄」「妹」と呼び合う関係になっている[10][11]。ラジオやテレビ出演時におけるトークスキルの高さを伯山、爆笑問題の太田光、高田文夫、野村邦丸、林家たい平らから高く評価されている[12][13][14]。また、山崎怜奈からは『女伯山』と評されている[15]。
- 自他共に認める令和のラジオスターである[16][17]。

## バンド
- Gacharic Spin（2019年 - ） マイクパフォーマー担当。

## 出演

### 現在の出演番組

#### ラジオ
- 『アンジェリーナ1/3 夢は口に出せば叶う!!』シリーズ（TBSラジオ）
  - アンジェリーナ1/3 夢は口に出せば叶う!!（2022年6月19日、特番）[18]
  - アンジェリーナ1/3 夢は口に出せば叶う!! 師走（2022年12月29日、特番）[19]
  - アンジェリーナ1/3 夢は口に出せば叶う!! 早番（2023年1月1日〜9月24日、レギュラー放送）[20]
  - アンジェリーナ1/3 夢は口に出せば叶う!! 遅番（2023年10月1日〜2024年9月29日、放送時間変更に伴い『早番』から改題、レギュラー放送）
  - アンジェリーナ1/3 夢は口に出せば叶う!! （2024年10月6日〜、放送時間変更に伴い『遅番』から改題、レギュラー放送）
  - Angie radio!!～夢は口に出せば叶う!～（2025年4月6日～ 日曜日12時〜12時55分、放送時間及び生放送変更に伴い改題、レギュラー放送）[21]
- SCHOOL OF LOCK!（2024年9月30日～、TOKYO FM他JFN38局）水～金曜日（2024年9月30日～2025年3月31日）→月～金曜日（2025年4月1日～）の教頭（アンジー教頭）を担当[22]

### 過去の出演番組

#### テレビ
- サンデージャポン（TBSテレビ） [23] 2022年4月24日、5月22日、6月19日、9月25日、11月6日、12月25日、2023年4月2日 ※ゲストコメンテーター
- ヴィランの言い分（NHK Eテレ）2022年8月24日、2023年4月29日、6月3日、7月29日、12月9日、12月23日(1時間スペシャル)、2024年6月15日、8月17日(1時間スペシャル)、2025年5月3日
- 超多様性トークショー!なれそめ（NHK Eテレ）2022年10月15日、2023年4月14日、8月4日、9月1日、11月13日、12月11日、2024年3月30日
  - 夏井いつきが語る「大人の恋!」なれそめSP、4月12日、6月14日、8月16日
- 世界のグぅ!話（NHK Eテレ）2023年1月3日
- 上田と女が吠える夜（日本テレビ）
  - 新春2時間SP 2023年1月4日
  - 「スマホが手放せない女たち」女たちのスマホ事情 10月25日
- アレオレII（フジテレビ）2023年2月11日
- お願い!ランキング そだてれび（テレビ朝日）2023年2月28日
- チョコプランナー （テレビ朝日）2023年3月28日 ゲスト、2024年6月2日、9日、16日、23日、30日 マンスリーナレーション
- 踊る!さんま御殿!! 春の超特大！忖度しないホンネ女子SP（日本テレビ）2023年4月4日
- ももクロちゃんと!（テレビ朝日）2023年6月3日、10日
- あなたはどれに当てはまる?スター★性格診断SHOW（TBSテレビ）2023年6月12日
- NHK俳句（NHK Eテレ）
  - 夏井いつきの発想力を鍛えるドリル!　2023年6月18日、10月29日
  - 夏井いつきの発想力を鍛えるドリル!2　2024年6月30日
  - 夏井いつきの発想力を鍛えるドリル!4　2024年12月29日
- 二軒目どうする?〜ツマミのハナシ〜（テレビ東京）2023年7月1日
- NHK学生ロボコン2023日本代表決定戦（NHK）2023年7月17日 ナレーション
- 爆問×伯山の刺さルール! （テレビ朝日）2023年9月12日
- 楽しくニュースを詠む　川柳9会（テレビ朝日）2023年9月30日 川柳9会 夜の部11月12日
- ABUロボコン2023（NHK総合）2023年10月9日
- めざせ!切り出し職人（テレビ朝日）2023年10月13日、10月20日、12月8日、12月15日
- アジアに生きる「ライオンのように歌え！〜スリランカのガールズバンド〜」（NHK BS）2023年11月22日 ナレーション
- バラいろダンディ（TOKYO MX）2023年10月31日、11月15日、2024年6月26日 ゲストコメンテーター
- 国民1万人がガチで投票！アイス総選挙（テレビ朝日）2023年12月11日
- はみだしサン〜マッピングで発見！ぶっ飛び人生〜（テレビ東京）2023年12月23日 MC
- あたらしいテレビ（NHK総合）2024年1月8日
- チャリダー★（NHK BS1）2024年2月9日
- ごきげんライフスタイル よ〜いドン!（関西テレビ）2024年3月6日
- プレミアMelodiX!（テレビ東京）2024年3月4日、11月4日 (Gacharic Spinとして)
- 今田耕司のネタバレMTG（読売テレビ）2024年4月6日、8月24日 、2025年1月18日、3月15日
- 30日間ずっとKiss　君とキスして恋したい（テレビ東京）2024年6月14日、21日、28日
- 新宿野戦病院 第1話（フジテレビ）2024年7月3日[24]
- おぎやはぎのハピキャン（名古屋テレビ放送）2024年7月5日、12日、19日、26日、11月15日、22日、29日、2025年3月21日
- 学生ロボコン2024 日本代表決定戦（NHK総合）2024年7月15日 スペシャルナビゲーター ナレーション
- ROOMIC〜room of music〜（中京テレビ）2024年9月14日 (Gacharic Spinとして)
- 太田光のつぶやき英語（NHK Eテレ）2024年9月24日
- ハートネットTV（NHK Eテレ）eKoes 2024年10月8日 フクチッチ 2024年11月4日、11日
- ABUロボコン2024（NHK総合）2024年11月4日
- タダイマ!（RKB毎日放送）2024年11月12日 バリBuzzコーナ ゲスト
- メディアが“私たち”をつくってきた!?〜ラジオ・テレビ・インターネットの100年〜（NHK総合）2025年3月23日
- 超町人!チョコレートサムネット（名古屋テレビ放送）2025年3月30日
- 超越ハピネス（NHK Eテレ）2025年4月18日、25日
- 最後の講義（NHK Eテレ）2025年4月30日 ナレーション
- ニュースなるほどゼミ（NHK総合）2025年6月17日
- 学生ロボコン2025（NHK総合）2025年7月21日
- 3秒聴けば誰でもわかる名曲ベスト100（テレビ東京）2025年7月21日

#### ラジオ
- Gacharic Spin アンジェリーナ1/3のアンジェネレーションラジオ（2021年4月〜2022年3月[25] ラジオ日本）
- アンジェリーナ1/3のA世代!ラジオ（2022年9月30日〜2025年3月25日 文化放送）[26]
- 問わず語りの神田伯山（2022年4月8日、TBSラジオ）新型コロナ陽性により休演した神田伯山の代役[27]
- 特別番組「よつ葉乳業 presents ミルク飲みっぷりグランプリ～クリスマスにえんがわでミルクを飲もう！～」（2023年12月25日 TBSラジオ）共演はTBSアナウンサーの外山惠理と浅草キッドの玉袋筋太郎[28]
- 特別番組 「アンジーとあやねぇのアンジャネ!?」（2024年3月14日 ラジオ大阪）
- 特別番組「Voice～君の声が聞きたい～」（2024年3月20日 TBSラジオ）
- 60TRY部（ゲスト 2019年3月27日、2020年3月17日 RFラジオ日本）
- カメレオンパーティー（ゲスト 2020年3月15日、2023年8月6日 FM NACK5）
- 丸園音楽堂（ゲスト 2020年3月9日 エフエム東京）
- トレンディエンジェルのPePePeラジオ（ゲスト 2020年3月21日 文化放送）
- BanG Dream! Presence RAISE A SUILENのRADIO R･I･O･T（ゲスト 2021年9月13日 ニッポン放送）
- ちょいさき（ゲスト 2022年11月6日 FM NACK5）
- くにまる食堂（ゲスト 2022年12月29日、レポーター 2023年2月16日 ゲスト 7月4日 11月3日（浜祭2023 公開生放送） アシスタント 2024年1月4日 ゲスト 2024年3月8日 7月4日 10月1日 11月4日（浜祭2024 公開生放送） RCC横山雄二アナウンサーとダブルMC 12月31日 2025年5月13日 ゲスト 文化放送）
- EVENING TAP（ゲスト 2023年3月4日 FM802）
- レコメン!（ゲスト 2023年4月20日 6月27日 文化放送）
- 林家たい平 たいあん吉日!おかしら付き♪（ゲスト 2023年5月7日 文化放送）
- PAO〜N（ゲスト 2023年6月2日 2024年3月25日 KBCラジオ）
- 山崎怜奈の誰かに話したかったこと。（ゲスト 2023年6月6日 代理パーソナリティ 2024年7月2日 ゲスト 7月4日 10月17日 2025年1月1日 代理パーソナリティー 2月4日 TOKYO FM）
- YKK AP presents 皆藤愛子の窓café〜窓辺でcafé time〜（ゲスト 2023年6月8日、15日 TOKYO FM）
- 沈黙の金曜日（ゲスト 2023年6月23日 エフエム富士）
- ABCミュージックパラダイス（ゲスト 2023年6月30日 2024年3月4日 朝日放送ラジオ）
- 妹尾和夫のパラダイスKyoto（ゲスト 2023年6月30日 KBS京都）
- SATURDAY MAGNIFICENT CAMP（ゲスト 2023年7月1日 FM COCOLO）
- #アヤスクリプション（ゲスト 2023年7月2日 CBCラジオ）
- FAV FOUR（ゲスト 2023年7月4日  FM NACK5）
- ジェネZZ（ゲスト 2023年7月4日 bayfm）
- 爆笑問題の日曜サンデー（ゲスト 2023年7月9日 2024年12月1日 TBSラジオ）
- おとなりさん（ゲスト 2023年7月11日 文化放送）
- One Shot Program（パーソナリティ 2023年7月13日 ラジオ大阪）
- 金曜ワイドラジオTOKYO えんがわ（ゲスト 2023年7月14日 12月13日 2024年3月1日 7月12日 9月20日 12月6日 TBSラジオ）
- Mラジ Music Treasures （パーソナリティ 2023年7月14日 MBSラジオ）
- Mercedes-Benz THE EXPERIENCE（ゲスト 2023年7月30日 J-WAVE）
- こねくと（代理パートナー 2023年8月1日、8日 9月13日 TBSラジオ）
- JUMP UP MELODIES TOP 20 （ゲスト 2023年8月4日 2024年2月23日 代理パーソナリティ 5月3日 アシスタント 5月31日 ゲスト 10月11日 TOKYO FM）
- 武田砂鉄のプレ金ナイト（ゲスト 2023年9月1日 TBSラジオ）
- ALL GOOD FRIDAY（ゲスト 2023年11月10日 J-WAVE）
- 土曜の午後は、トコトンほんこん!（ゲスト 2023年11月25日 ラジオ大阪）
- J-HIT RADIO×MATION（ゲスト 2023年12月1日 ラジオ大阪）
- てるのりのワルノリ（ゲスト 2023年12月23日 2024年2月17日 6月1日 10月11日 2025年2月22日 文化放送）
- 工具大好き（ゲスト 2024年1月13日、20日 TBSラジオ）
- 蓮見翔のAuDee CONNECT（ゲスト 2024年1月18日 10月24日 2025年1月1日 TOKYO FM）
- THE TRAD（ゲスト 2024年2月15日 TOKYO FM）
- 原田年晴 かぶりつきフライデー!（ゲスト 2024年3月4日 ラジオ大阪）
- Hit&Hit!（ゲスト 2024年3月5日ラジオ大阪）
- 松井愛のすこ〜し愛して★（ゲスト 2024年3月5日、2025年6月6日 MBSラジオ）
- 四千ミルク（ゲスト 2024年3月13日 エフエム富士）
- 十勝魂778!（ゲスト 2024年3月14日 エフエムおびひろ）
- 平成ラヂオバラエティごぜん様さま（ゲスト 2024年3月22日 代理パーソナリティ 2024年5月15日 ゲスト 2025年1月31日 中国放送ラジオ）
- music×serendipity（ゲスト 2024年3月25日 LOVE FM）
- ZERO MORNING（ゲスト 2024年3月29日 11月1日 エフエム福岡）
- K-mix LIFE! LIFE! LIFE!（ゲスト 2024年3月29日 静岡エフエム放送）
- 高木マーガレットのMO-E-KA（ゲスト 2024年3月31日 静岡放送）
- KBC MUSIC PROGRAM "FUZZ"（ゲスト 2024年4月1日 KBCラジオ）
- ジオラ〜G'-ora〜（ゲスト 2024年4月8日 エフエム北海道）
- COCONO Sラジ（ゲスト 2024年4月8日 STVラジオ）
- NORTH STAR☆RADIO（ゲスト 2024年4月16日 FM NORTH WAVE）
- かわにしんち（ゲスト 2024年4月17日、24日 中国放送ラジオ）
- ALL-TIME BEST（代理パーソナリティー 2024年4月22日～5月1日 TOKYO FM）
- ザ★横山雄二ショー（ゲスト 2024年5月4日 6月29日 2025年2月8日 中国放送ラジオ）
- コシノジュンコ MASACA（ゲスト 2024年4月28日、5月5日 TBSラジオ）
- 澤本・権八のすぐに終わりますから（ゲスト 2024年7月8日、15日 TOKYO FM）
- エネクル presents まいにちザキヤマ（ゲスト 2024年7月8日～11日 FM NACK5）
- CITY CHILL CLUB（ミュージックセレクター 2024年10月5日、12日 TBSラジオ）
- ヤングタウン日曜日（ゲスト 2024年10月6日 12月29日 MBSラジオ）
- 七転八起～Never give up～（ゲスト 2024年10月28日 FM NACK5）
- ＃さえのわっふる（ゲスト 2024年10月28日 RKBラジオ）
- ディア・フレンズ（ゲスト 2024年10月31日 TOKYO FM）
- くにまる食堂フライデー～どうした!? 一蔵!（ゲスト 2024年11月15日 文化放送）
- 川崎鷹也 MAGIC NOTE（ゲスト 2024年11月17日 TOKYO FM）
- 地方創生プログラム ONE-J（ゲスト2024年12月1日 TBSラジオ）
- 荻上チキ・Session（ゲスト 2024年12月18日 TBSラジオ）
- 特別番組「TBSラジオ大感謝祭 2024」（MC 2024年12月25日 TBSラジオ）[29]
- JFN年末年始特別番組 SCHOOL OF LOCK!～SCHOOL OF “LUCK!” 2024 to 2025～（MC 2024年12月31日 TOKYO FM）[30]
- 特別番組 アンジェリーナ1/3・錦笑亭満堂の新春ヘベレケ談義（MC 2025年1月3日 MBSラジオ）[31]
- SUNDAY FLICKERS（ゲスト 2025年1月5日 JFN）
- Skyrocket Company（秘書代理 2025年1月9日 ゲスト 3月20日 TOKYO FM）
- bayfm It!（ゲスト 2025年2月12日 bayfm）
- 高田文夫のラジオビバリー昼ズ（ゲスト 2025年2月21日 ニッポン放送）
- ラジオ100年プロジェクト キクコトノミライ放送100年プロジェクト（ゲスト 2025年2月24日 NHKラジオ第1）
- 特別番組「よつ葉乳業 presents コップ1杯の酪農学～牛乳が食卓に届くまで！」（2025年2月24日 TBSラジオ）[32]
- ちきゅうラジオ（ゲスト 2025年4月6日 NHKラジオ第1）
- 三菱地所レジデンス Sparkle Life（ゲスト 2025年5月3日、10日 TOKYO FM）
- 田畑竜介Grooooow Up（ゲスト 2025年6月26日 RKBラジオ）

### ネット番組
- Amazon Music Presents 音楽脳探求サロン Watcha! Watcha!（綾小路翔とダブルMC 2025年6月30日～）

### 舞台・イベント
- 芸人交換日記〜イエローハーツの物語〜甲本久美・黄染役 （脚本・演出 鈴木おさむ 2024年2月20日-2月25日 TOKYO FM HALL） [33]
- ダレハナ夏祭り2024～みんなのうた～（2024年8月18日 有楽町よみうりホール ゲスト）[34]
- 乃木坂46のオールナイトニッポン presents 久保史緒里の青春文化祭 in 横浜アリーナ（2025年1月25日 横浜アリーナ SCHOOL OF LOCK! 放送部 アンジー教頭として）[35]
- アンジェリーナ1/3 夢は口に出せば叶う!! STAND-UP RADIO（2025年2月8日 有楽町センタービル I'M A SHOW）[36]
- 蝶花楼桃花×アンジェリーナ1/3 二人会（2025年3月9日 文化放送メディアプラスホール）[37]
- 満堂フェス 2025（2025年3月16日 TACHIKAWA STAGE GARDEN 司会）[38]
- てるのりのトークライブでノリノリ!~3年目の春よ、来い!~（2025年3月18日 光が丘IMAホール ゲスト）[39]

## 著作

### 単著
- 『すばらしい!! 日々!』（文藝春秋 2024年12月）ISBN 4163919279